# Lijst van Israëlische schakers
Dit is een lijst van Israëlisch schakers. Israëlische schakers bezitten de Israëlische nationaliteit of zijn/waren langdurig ingezetene van Israël. 
Veel Israëlische schakers zijn afkomstig uit staten in de voormalige Sovjet-Unie. Ook lokaal talent is meestal door schakers uit die landen getraind. Bekende amateurschakers zijn Tommy Lapid en Natan Sharansky.

## Grootmeesters

### Mannen (32)
- Boris Alterman
- Boris Avrukh
- Sergey Erenburg
- Alexander Finkel
- Boris Gelfand
- Alik Gershon
- Zvulon/Leonid Gofshtein
- Vitali Golod
- Alon Greenfeld
- Yehuda Gruenfeld
- Alexander Huzman
- Boris Kantsler
- Artur Kogan
- Yona Kosashvili
- Yair Kraidman
- Ronen Lev
- Eran Liss
- Ilan Manor
- Victor Mikhalevski
- Jacob Murey
- Michael Oratovsky
- Evgeny Postny
- Lev Psakhis
- Gad Rechlis
- Maxim Rodshtein
- Michael Roiz
- Ilya Smirin
- Ram Soffer
- Emil Sutovsky
- Mark Tseitlin
- Dov Zifroni
- Yaacov Zilberman

### Vrouwen (4)
- Angela Borsuk
- Bella Igla
- Masha Klinova (ook IM)
- Ela Pitam

## Internationale meesters

### Mannen (32)
- Yochanan Afek
- Vladimir Alterman
- Roman Bar
- Mark Berkovich
- Nathan Birnboim
- Igor Bitansky
- Inon Boim
- Ilia Botvinnik
- Ofer Bruk
- Leonid Gerzhoy
- Shimon Kagan
- Alexander Kaspi
- Ilya Khmelniker
- Alexander Krayz
- Alexander Kundin
- Leon Lederman
- Gaby Livshitz
- Boris Maryasin
- Alexander Mikhalevski
- Gur Mittelman
- Shay Porat
- Eduard Porper
- Alexander Rabinovich
- Nati Ribshtein
- Arkady Shevelev
- Eliahu Shvidler
- Yaacov Stisis
- Maxim Uritzky
- Eli Vovsha
- Alik Vydeslaver
- Uriel Zak
- Dan Zoler

### Vrouwen (3)
- Masha Klinova (ook WGM)
- Ludmila Tsifanskaya
- Olga Vasiliev

## Bekende inactieve spelers

### Mannen
- Roman Dzindzichashvili (GM)
- Ronen Har-Zvi (GM)
- Vladimir Liberzon (GM)
- Leonid Yudasin (GM)

### Vrouwen
- Sofia Polgar (WM)
- Luba Kristol (WIM)

## Bekende overleden spelers

### Mannen
- Abram Blass (M)
- Moshe Czerniak (IM)
- Yosef Dobkin (M)
- Zelman Kleinstein (M)
- Menachem Oren (M)
- Yosef Porath (IM)
- Meir Rauch (M)
- Leonid Sjamkovitsj (GM)
- Isakas Vistaneckis (M)
- Victor Winz (M)

### Vrouwen
- Alla Koesjnir (WGM)
- Tatjana Zatoelovskaja (WGM)